# Congrogadus winterbottomi
Congrogadus winterbottomi är en fiskart som beskrevs av Gill, Mooi och Lee Milo Hutchins 2000. Congrogadus winterbottomi ingår i släktet Congrogadus och familjen Pseudochromidae. IUCN kategoriserar arten globalt som otillräckligt studerad. Inga underarter finns listade i Catalogue of Life.